# Tom Stremersch
Tom Stremersch (Sint-Niklaas, 29 mei 1975) is een Belgisch voormalig wielrenner, die actief was van 1995 tot en met 2003.
Tom is ook oprichter en drijvende kracht achter de Puiveldse Vélo Club waar hij minutieus de wekelijkse ritten voorbereidt.

## Overwinningen
1992
- Keizer der Juniores Koksijde, Junioren

1993
- Trofee van Vlaanderen Reningelst, Junioren

2000
- Geetbets

## Resultaten in voornaamste wedstrijden
| Jaar | Ronde van Italië | Ronde van Frankrijk | Ronde van Spanje |
| ---- | ---------------- | ------------------- | ---------------- |
| 1997 |                  |                     |                  |
| 1999 |                  |                     |                  |
| 2003 | 69e              |                     |                  |

| Jaar | Gent-Wevelgem | Ronde van Vlaanderen | Amstel Gold Race |
| ---- | ------------- | -------------------- | ---------------- |
| 1997 | 135e          |                      |                  |
| 1999 |               | 68e                  |                  |
| 2003 |               |                      | 112e             |